# Józef Gut-Misiaga
Józef Gut-Misiaga (* 25. Mai 1939 in Zakopane) ist ein ehemaliger polnischer Skilangläufer.

## Werdegang
Gut-Misiaga, der für den AZS Zakopane und den WKS Zakopane startete, gewann im Jahr 1959 den 10-km-Lauf beim Kurikkala Cup und kam bei den Olympischen Winterspielen im folgenden Jahr in Squaw Valley auf den 41. Platz über 15 km sowie auf den sechsten Rang zusammen mit Andrzej Mateja, Józef Rysula und Kazimierz Zelek in der Staffel. Bei den Nordischen Skiweltmeisterschaften 1962 in Zakopane lief er auf den 30. Platz über 30 km, auf den 18. Rang über 15 km sowie auf den siebten Platz mit der Staffel und bei den Olympischen Winterspielen 1964 in Innsbruck auf den 45. Platz über 15 km sowie auf den achten Platz zusammen mit Tadeusz Jankowski und Edward Budny und Józef Rysula in der Staffel. Letztmals international startete er bei den Nordischen Skiweltmeisterschaften 1966 in Oslo, wobei er den 50. Platz über 15 km errang. Bei polnischen Meisterschaften siegte er zweimal mit der Staffel (1959, 1961) und einmal über 15 km (1965).